# 小樽市立桜小学校
小樽市立桜小学校（おたるしりつ さくらしょうがっこう）は、北海道小樽市桜1丁目にある公立小学校。

## 概要
1877年（明治10年）に「熊碓村教育所」として開校した。1948年（昭和23年）4月に、小樽市桜小学校と改称して、後に至る。
2013年（平成25年）4月には小樽市立若竹小学校の閉校に伴い、同校が合併されたことで、小樽市内で2番目に大きな小学校となった。

## 出身者
- 小池祐貴（陸上競技選手･短距離走）

## アクセス
- JR小樽駅
- 北海道中央バス（おたもい営業所）弥生通[4]